# Conrad el Gran
Conrad el Gran o Conrad de Meissen (c. 1097 – 5 de febrer del 1157) fou marcgravi de Meissen del 1123 fins al seu retir el 1156. Era fill de Thimo, Comte de Brehna, de la Casa de Wettin i Ida, filla d'Otó de Nordheim. També fou Comte de Wettin, Brehna i Camburg des d'abans del 1116.
El 1123 esdevingué Comte d'Eilenburg. Aquell mateix any Lotari de Supplinburg, Duc de Saxònia, el feu marcgravi de Meissen en oposició a Wiprecht von Groitzsch, la persona designada per l'Emperador Enric V del Sacre Imperi Romanogermànic. Lotari també va nomenar Albert l'Ós marcgravi de Lusàcia, mentre Enric va nomenar Wiprecht per a aquella posició. Wiprecht fou incapaç va ser incapaç de mantenir-se ferm davant dels seus dos oponents i el 1124 Conrad mantenia sense problemes el poder a Meissen. El 1136, Lotari, llavors emperador, li assignà també la Lusàcia. Després d'això, Alta Lusàcia va quedar una part de Meissen i la marca de Lusàcia es reduí solament a la Baixa Lusàcia.
El 1143 Conrad esdevenia Comte de Groitzsch i Rochlitz i Vogt de Chemnitz i Naumburg. El 1147, mentre Conrad III d'Alemanya estava fora d'Europa embrancat en la Segona Croada, Conrad el Gran s'uní a Enric el Lleó, Adalbert de Salzwedel, Albert l'Ós, i els Arquebisbes de Magdeburg i Bremen per organitzar una Croada contra els Obotrites i Wagri. L'agost, Conrad i Albert, amb els bisbes de Magdeburg, Havelburg, i Brandenburg, va concentrar les seves forces a Magdeburg El príncep obodrita Niklot i les seves fortaleses de Dubin i Dimin foren assetjades. Conrad i Pribislav, un altre príncep obodrita, es veieren forçats a acceptar el cristianisme i fer les paus.
Als anys següents va fundar el monestir de Sankt Peter auf dem Lauterberg (Petersberg), al qual es va retirar el 30 de novembre de 1156. A la seva mort i hi fou enterrat al costat de la seva muller, Lutgarda (Lucarda) d'Elchingen-Ravenstein, filla d'Adalbert, Comte d'Elchingen-Ravenstein i Berta de Hohenstaufen, filla de Frederic I, Duc de Suàbia i Agnès d'Alemanya.

## Matrimoni i assumpte
Luitgard De Elchingen-Ravenstein, amb qui es casà abans del 1119, li donà molts fills. El seu fill gran, Otó II, el succeí com a marcgravi de Meissen, mentre que el seu segon fill supervivent, Dietrich I, el succeí a Lusàcia. El seu fill Enric I, Comte de Wettin es casà amb Sofia de Sommerschenburg, comtessa Palatina de Saxònia, filla del Comte de Sommerschenburg Fredrick II i la Comtessa Liutgard de Stade, reina vídua de Dinamarca.
Els seus descendents foren:
- Heinrich (mort jove)
- Otó II, marcgravi de Meissen
- Dietrich I
- Dedi III, marcgravi de Lusàcia
- Enric I, Comte de Wettin, casat (1) Sofia de Sommerschenburg (morta el 1189 o 1190), filla del Comte de Sommerschenburg Fredrick II, Comte Palatí de Saxònia i la seva muller la Comtessa Lutgarda de Stade (més tard reina de Dinamarca).
- Frederick I de Brehna
- Oda
- Adela, Reina consort de Dinamarca
- Berta
- Sofia
- Gertrudis
- Agnès II, Princesa-Abadessa de Quedlinburg